# Ramp van Martelange
De Ramp van Martelange vond plaats op maandag 21 augustus 1967 in Martelange. Die dag ontplofte een vrachtwagen, gevuld met 47 000 liter LPG midden in de dorpskern. De vrachtwagen, die reed op de N4 komende van Bastenaken, miste de laatste bocht van de bochtige afdaling naar Martelange en raakte daardoor de borstwering van de brug over de Sûre. Door de ontploffing werden verschillende huizen verwoest en ontstonden tientallen branden. Het ongeval kostte aan 22 personen het leven en 47 mensen raakten gewond. 

## Context
Martelange is een klein dorp langs de Luxemburgse grens, waar de N4 dwars doorheen loopt. Door de lagere taksen op brandstoffen en andere luxeproducten in Luxemburg, wordt de N4 langs de Luxemburgse kant geflankeerd door een concentratie tankstations, die brandstoffen, alcohol en tabak aan (goedkopere) Luxemburgse prijs verkopen.
In 1967 bestonden de E411 en E25 nog niet en bijgevolg was de N4 de enige hoofdweg die het centrum van België verbond met het zuidwesten van het land (Bastenaken en Aarlen) en Luxemburg. Over het grootste gedeelte van de route bestaat de N4 uit een 2x2 samenstelling, enkel in enkele dorpen in de Ardennen zoals Martelange is de weg een typische steenweg met een 2x1 samenstelling. Door de grote hoeveelheid verkeer, bochtige verloop en reliëf was en is de N4 een beruchte weg, zeker in winterse omstandigheden. 

## Het ongeluk

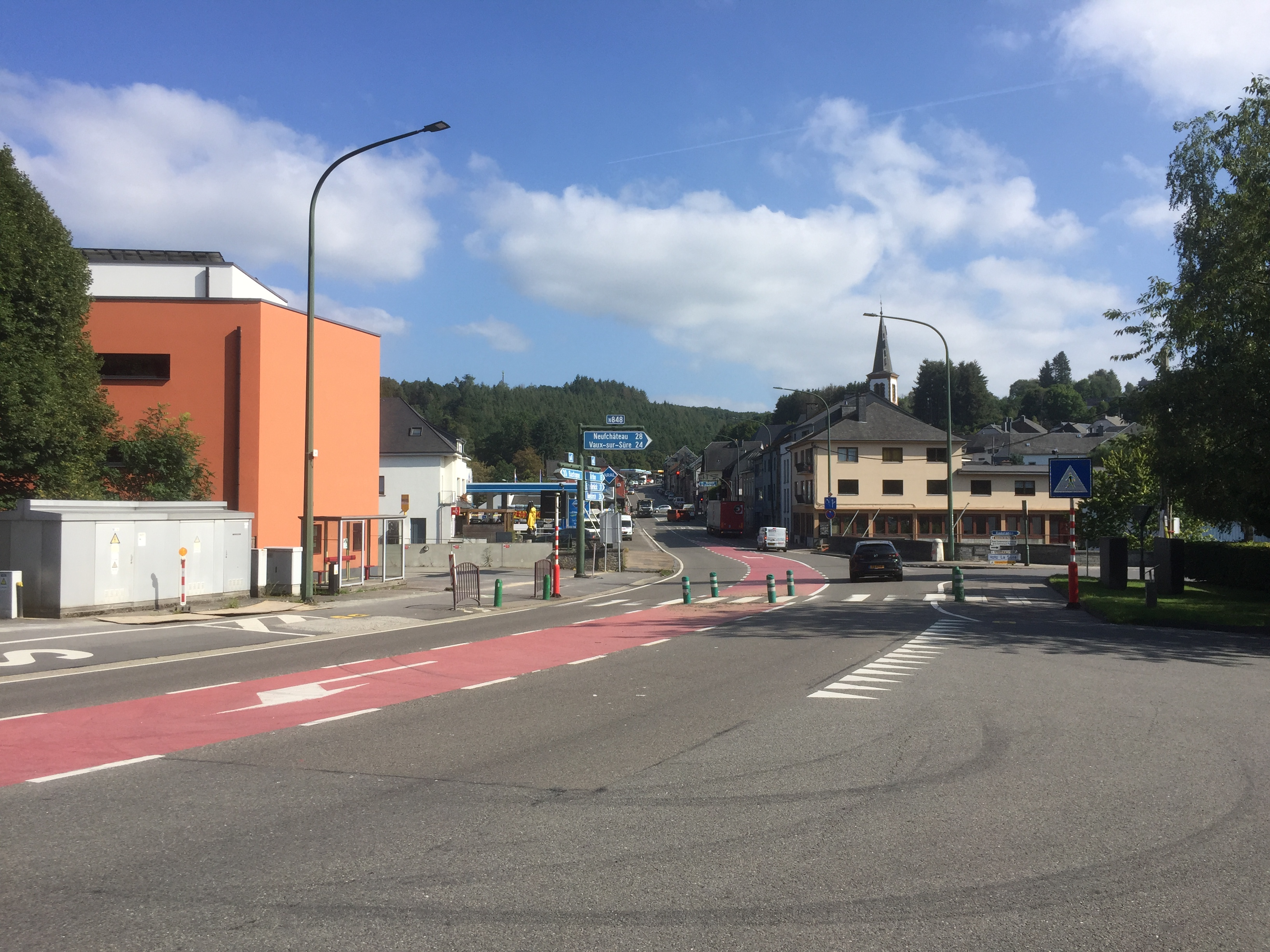
Uitzicht op de brug over de Sûre, waar het ongeval plaatsvond.

Die bewuste maandag rond 11:50 daalde een tankwagen van de firma Cargaz, gevuld met 47 000 liter LPG, de N4 af richting Martelange. Beneden aangekomen, miste de vrachtwagen om onbekende redenen de bocht vlak voor het dorp. Enkele vooropgestelde oorzaken zijn overdreven snelheid, falende remmen of een afgeleide bestuurder, maar de ware oorzaak zal wellicht nooit gekend zijn. Het resultaat is dat de vrachtwagen tegen de brug over de Sûre botste en ontplofte.
De explosie van de LPG blies verschillende huizen op en veroorzaakte verschillende branden. De oplegger van de vrachtwagen werd 400 meter weggeslingerd en belandde op het dak van een werkplaats aan de rue de la Hardt. De cabine belandde op het Aral-tankstation, 60 meter verder, waardoor het tankstation vlam vatte en ook ontplofte. Hierdoor ontstond een domino-effect, waardoor verschillende andere tankstations en huizen ook in brand vlogen. Een nabijgelegen auto ontbrandde ook. In deze auto werden nadien door hulpdiensten vier verkoolde lichamen gevonden. Bij de meeste huizen van het dorp waren de ruiten weggeblazen of het dak beschadigd. 
Rond 12:05 werd de brandweer van Aarlen verwittigd. Aangezien Martelange op de grens met Luxemburg ligt, waren het echter de Luxemburgse hulpdiensten van Perlé die eerst aankomen. Uiteindelijk werden ze bijgestaan door de Belgische korpsen van Athus, Bastenaken, Étalle, Neufchâteau en Virton evenals de Luxemburgse korpsen van Diekirch, Differdange, Ettelbruck, Luxemburg, Redange-sur-Attert en Steinfort. 

## Balans

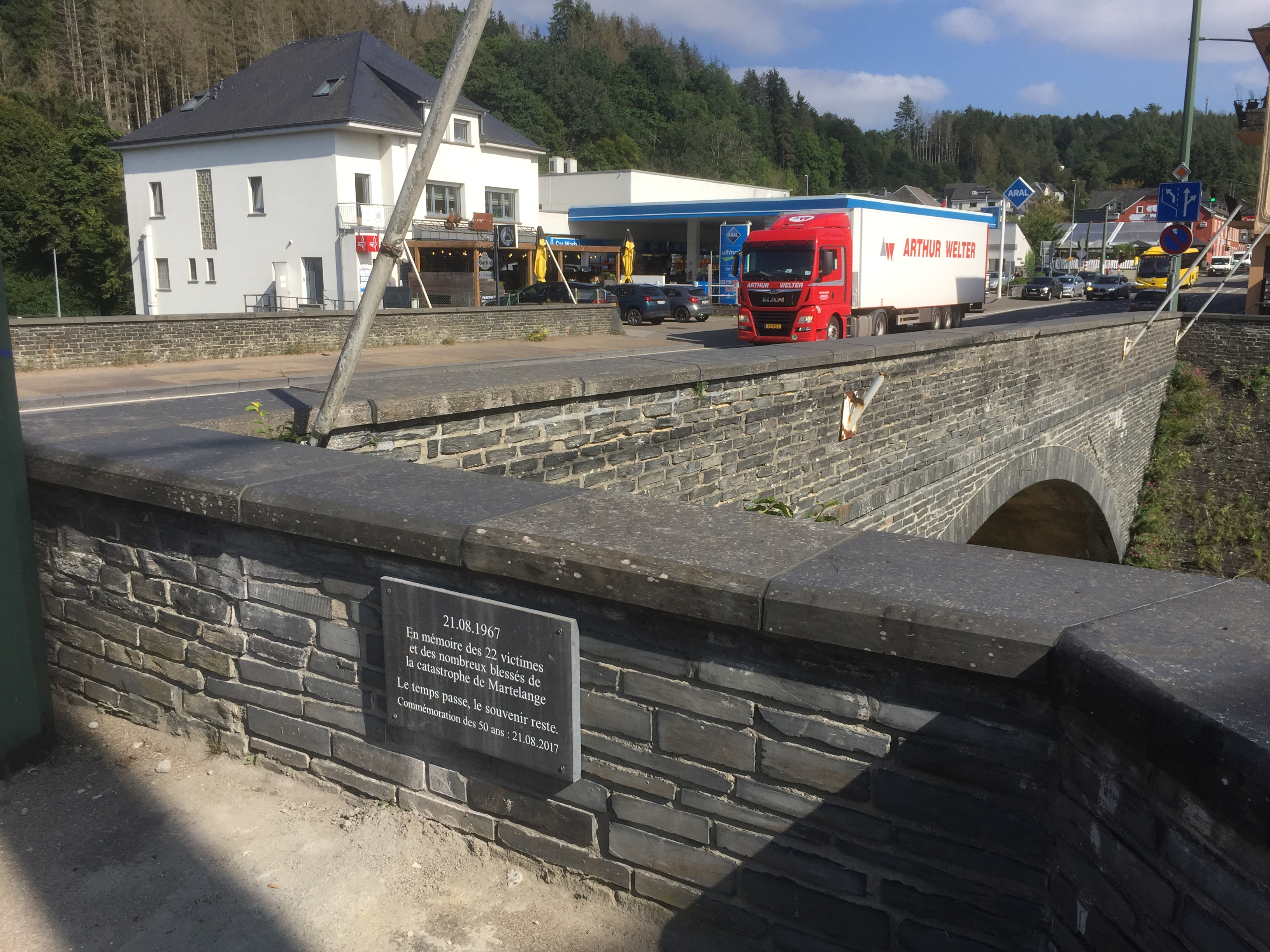
Gedenkplaat op de brug over de Sûre.

Bij deze ramp kwamen 22 mensen om het leven, onder wie de vrachtwagenchauffeur, en raakten 47 mensen gewond. Ook was het hele centrum van Martelange en het aanpalende Luxemburgse dorp Rombach verwoest.

## De oorzaken
De oorzaken zijn niet bekend. Mogelijks begaven de remmen van de vrachtwagen het, reed de chauffeur te hard of was deze afgeleid. Dit is echter allemaal speculatie, aangezien alle bewijzen verbrand zijn en de chauffeur het niet overleefde.

## De resultaten

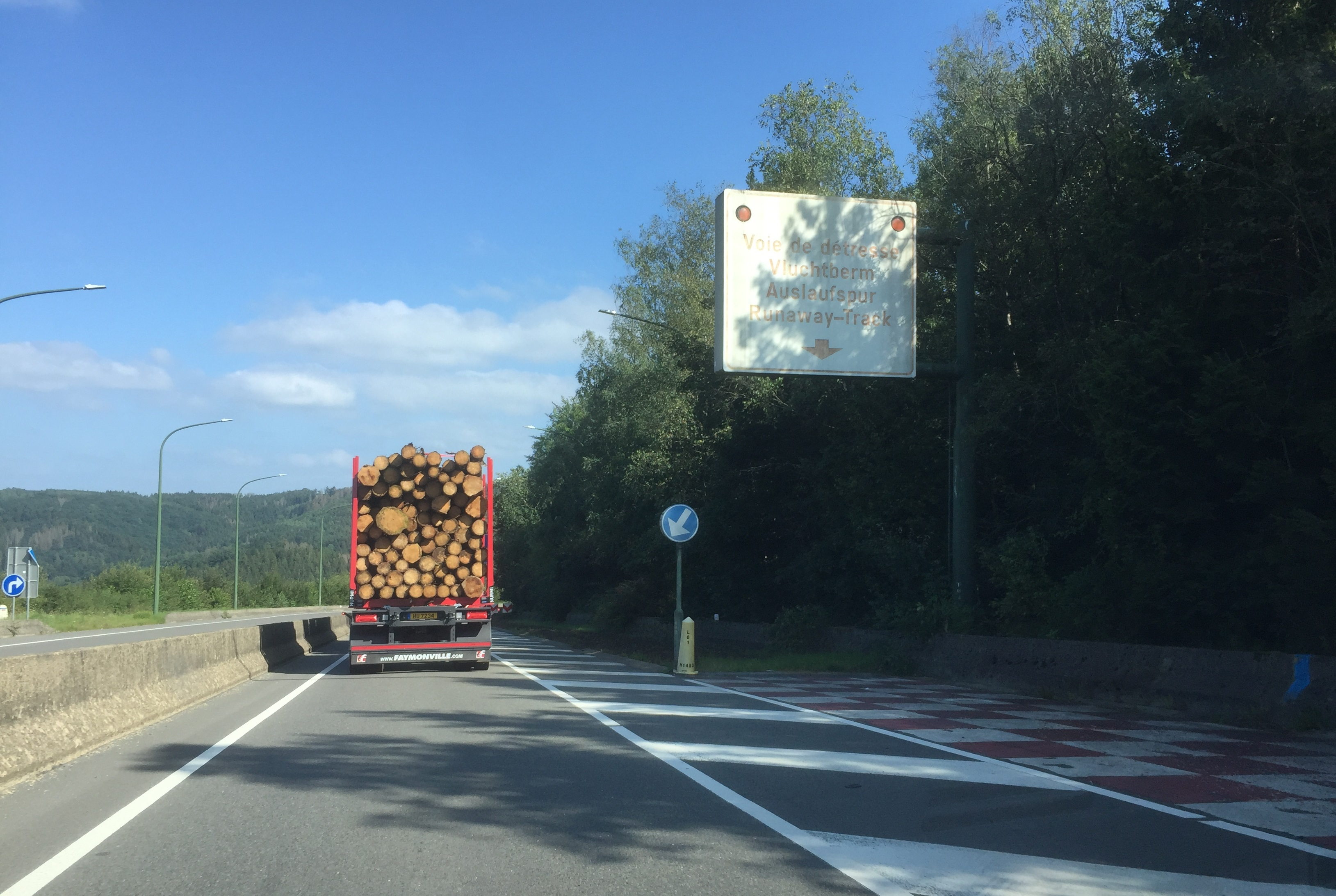
Eén van de twee noodstopstroken die zijn aangelegd in de noordelijke afdaling van de nationale 4, richting het dorp.

De ingang van het dorp vanuit Bastenaken werd tweemaal uitgerust met noodstopstroken met grind en zand zodat vrachtwagens met defecte remmen vóór het dorp kunnen worden tegengehouden. Bij de noordelijke ingang van het dorp, op de top van de heuvel, is de N4 aangepast door een bocht te verbreden. 
Het was na deze ramp dat de professionalisering van de brandweer in de provincie Luxemburg in een stroomversnelling kwam. De kazerne van Aarlen was in 1967 als eerste aan de beurt, gevolgd door die van Marche-en-Famenne, die beiden klasse Y- korps werden. Het duurde nog tot eind jaren negentig vooraleer de andere, meer bescheiden kazernes beetje bij beetje volgden. Anno 2017 waren ze allemaal verenigd onder toezicht van de Luxemburgse hulpverleningszone, die de hele provincie bestrijkt en in 2017 ongeveer 200 professionele brandweerlieden en 500 vrijwillige brandweerlieden telde.